# 方阿陶
方阿陶（Fangatau）是法国海外集体法屬玻里尼西亞土阿莫土-甘比尔群岛行政区的一个市镇，领土涵盖同名环礁及其东南的法卡希納環礁。

## 地理
方阿陶（15°49'26"S, 140°51'20"W）面积14.3 平方千米，位于法国海外集体法屬玻里尼西亞土亞莫土群島。
由于方阿陶领土为海洋中的两座环礁，故不与任何市镇接壤。

## 行政
方阿陶的邮政编码为98765、98766，INSEE市镇编码为98717。

## 政治
方阿陶的现任市长为雷蒙·瓦兰（Raymond Voirin）先生，任期为2020-2026年。

## 人口
方阿陶于2022年时的人口数量为323人。